# 沈維崧
沈維崧，贵州畢節人，清朝政治人物、同進士出身。
雍正二年（1724年）甲辰科進士，三甲一百名，后官主事。